# イッカク科
イッカク科（学名：Monodontidae）は、クジラ目ハクジラ亜目の科の一つ。現生群は2属2種で構成され、少なくとも4種の絶滅種が含まれる。
主な棲息域は北極圏である。背びれがないかあるいは小さいことが特徴であり、これは氷の多い海域を泳ぐのに適応したためと考えられている。両種ともクジラの中では比較的小型で、体長は3-5mに達し、額にメロンがあり、吻部は短い。前上顎歯はない。背びれはないが、背中に沿って狭い隆起があり、イッカクではそれがより顕著である。幅広い音でコミュニケーションをとり、他のクジラと同様、エコーロケーションを用いて移動する。シロイルカは大西洋と太平洋の極北に分布し、イッカクの分布は北極海と大西洋に限られる。
化石記録では、中新世後期では東太平洋の温帯 - 亜熱帯地域、鮮新世、更新世でも中緯度から化石が発見されている。また南半球からの化石記録は、現時点では存在しない。またイッカク科はネズミイルカ科から分岐したと推定されており、分子を用いた研究では、約1,300万年前（±400万年）に分岐が起きたとされる。
魚、軟体動物、小型の甲殻類など、幅広い獲物を捕食する。歯は小さく、シロイルカは多数の単純な歯を持つのに対し、イッカクは2本の歯しか持たず、オスの牙はそのうちの1本が発達したものである。両種とも妊娠期間は14-15ヶ月で、ほぼ常に1頭の子が生まれる。子は2年間は離乳せず、5-8歳で性成熟する。家族はポッドと呼ばれる群れを形成し、群れは数百頭からなることもある。

## 分類
イッカク科、マイルカ科、ネズミイルカ科の3科でマイルカ上科を構成している。遺伝学的な証拠によると、本科はネズミイルカ科と近い関係にあり、これら2科は過去1100万年以内にマイルカ科から分岐した別の分岐群を構成する。カワゴンドウ属 Orcaella はマイルカ科に分類されることが一般的であるが、このイッカク科に分類されることも稀にある。また近縁の絶滅属オドベノケトプスもイッカク科に分類される事もある。
- ハクジラ亜目 Odontoceti
  - マイルカ上科 Delphinoidea
    - イッカク科 Monodontidae
      - †ハボロデルフィス Haborodelphis
        - Haborodelphis japonicus

      - †デネボラ Denebola
        - Denebola brachycephala

    - シロイルカ亜科 Delphinapterinae
      - シロイルカ属 Delphinapterus
        - シロイルカ Delphinapterus leucas (beluga)

      - †Casatia
        - Casatia thermophila

    - イッカク亜科 Monodontinae
      - †ボハスカイア Bohaskaia[8]
        - Bohaskaia monodontoides

      - イッカク属 Monodon
        - イッカク Monodon monoceros (narwhal)